# Formula–1 szuperlicenc
A szuperlicenc olyan engedély, amely feljogosítja a pilótákat Formula–1-es autó vezetésére a világbajnokság során. Megszerzését bizonyos feltételekhez kötötte a Nemzetközi Automobil Szövetség (FIA).

## Feltételek
Annak a pilótának, aki Formula–1-es szuperlicencet szeretne szerezni, teljesítenie kell legalább 300 km-t tesztek és edzések során Formula–1-es autóban ülve. Az FIA licenceknek A, B, C és D fokozataik vannak, így a pilótának legalább A fokozatú versenyzői engedéllyel kell rendelkeznie, valamint valamely alacsonyabb kategóriájú autóverseny-sorozat (Formula–3, Formula–2) során szerzett bajnoki címmel. Az FIA elfogadja az itt sorozatban szerzett jó eredményeket is a szuperlicenc megszerzéséhez. Az IndyCaron részt vevő versenyzők is szerezhetnek szuperlicencet, amennyiben a világbajnokságon az első négy hely valamelyikén végeznek. Az engedély megszerzéséhez kötött feltételeket a szabályzat „L” függeléke tárgyalja részletesen, és kivételes esetekben a szuperlicenc visszavonható. A kettős állampolgárságú pilótáknak dönteniük kell, hogy melyik nemzetiségük szerepeljen az engedélyen, mert ez határozza meg azt is, hogy mely nemzet színeiben indulnak a világbajnokságon. Egyéb szempontból a szuperlicenc olyan, mint egy útlevél: nem csak a kiállító országban érvényes.

## Anyagi vonzatok
A szuperlincencnek éves illetménye van, aminek alapösszege 2014-ben körülbelül 10 000 € volt. Ez pilótánként kissé eltér. Az árral kapcsolatban időről időre észrevételek merülnek fel az FIA és a GPDA között, ugyanis annak a pilótának kell többet fizetnie, aki sok pontot szerzett a világbajnokság alatt, ezt viszont többen is nehezményezik.

## Az 1982-es bojkott
A szuperlicencekkel kapcsolatban már évtizedekkel ezelőtt is merültek fel gondok. Az egyik emlékezetes példája ennek, amikor a versenyzők a GPDA, Niki Lauda és Didier Pironi vezetésével sztrájkba kezdtek az 1982-es szezonnyitó dél-afrikai nagydíjat megelőző napon. A szuperlicenc kiadásához megszabott feltételek között volt az is, hogy három évre kellett volna elköteleződniük egy csapathoz, nyilvánossá kellett volna tenniük a pénzügyi megállapodásaik részleteit, illetve tilos lett volna kritikával illetniük a FISA – az FIA egykori részlege – intézkedéseit. Tiltakozásul bezárkóztak egy bérelt házba Kyalami mellett, megpendítve annak a lehetőségét, hogy nem indulnak el a futamon. Szombatra azonban kompromisszumot kötöttek az FIA-val, így a pilóták elindultak a versenyen.

## Fordítás
- Ez a szócikk részben vagy egészben  a   FIA Super Licence című angol Wikipédia-szócikk fordításán alapul.  Az eredeti cikk szerkesztőit annak laptörténete sorolja fel. Ez a jelzés csupán a megfogalmazás eredetét és a szerzői jogokat jelzi, nem szolgál a cikkben szereplő információk forrásmegjelöléseként.